# Dan Grimaldi
Pour les articles homonymes, voir Grimaldi (homonymie).
Dan Grimaldi est un acteur américain.

## Biographie
Dan Grimaldi est titulaire d'un baccalauréat en mathématiques de l'université Fordham, d'une maîtrise en recherche opérationnelle de l'université de New York, ainsi que d'un doctorat en traitement de données de l'université de la Ville de New York. Il enseigne également au département de mathématiques et d'informatique au Kingsborough Community College.

## Filmographie
- 1980 : Pyromaniac (Don't Go in the House) : Donald 'Donny' Kohler
- 1982 : La Grande Casse 2 (The Junkman) : Larry Bergleman
- 1983 : La Grande Casse 3 (Deadline Auto Theft) : Carl
- 1986 : Joey : Ted
- 1990 : Mortal Sins : Giraldi
- 1991 : Men of Respect : Carmine
- 1994 : Daddy's Girl
- 1994 : Crooklyn : Con Ed Man
- 1994 : L'Irrésistible North (North) : Hot-Dog Vendor
- 1996 : West New York : Police Captain
- 1998 : New York Police Blues (NYPD Blue) (série télévisée) : John Latona
- 1999 : The Stand-In : Mr. Rosensweig
- 1999 : New York 911 (Third Watch) (série télévisée) : Bartender
- 2000 : The Yards : Executive One
- 2001 : New York, police judiciaire (Law & Order) (série télévisée) : Albert Bennato
- 2003 : Dragnet (L.A. Dragnet) (série télévisée) : Alvin Moresco
- 2005 : Court Jesters : Eric's Dad
- 2007 : Les Soprano (The Sopranos) (série télévisée) : Pasquale 'Patsy' Parisi
- 2007 : Made in Brooklyn : Gino
- 2008 : iMurders : Carmine Romano
- 2008 : Chasing the Green : Peter Allen

## Distinctions
- Screen Actors Guild Award du meilleur casting pour une série dramatique en 2008 pour Les Soprano.